# Fresnedoso de Ibor
Fresnedoso de Ibor è un comune spagnolo di 344 abitanti situato nella comunità autonoma dell'Estremadura.